# 野里征彦
野里 征彦（のざと いくひこ、1944年 -）は、日本の作家。
日本民主主義文学会会員。

## 略歴
岩手県陸前高田市出身、大船渡市在住。水産会社勤務などを経て、2002年に『プランクトンの夜』で推理作家としてデビューする。
『命の罠』で新風舎文庫大賞準大賞を受賞。『民主文学』に作品を発表するときには砂山 磬（すなやま けい）の筆名を使用していたこともあった。
2011年、東日本大震災の被害に合い、震災のあった3月11日から一ヶ月間の日誌を出版。2020年、第23回長塚節文学賞大賞を受賞。

## 著書一覧
- 『プランクトンの夜』（三一書房） 2002年4月
- 『マンション・パラダイス』（三一書房） 2003年1月
- 『命の罠』（新風舎、新風舎文庫） 2004年5月
- 『カシオペアの風』（三一書房） 2006年11月
- 『いさり場の女』（三一書房） 2008年6月
- 『罹災の光景 三陸住民震災日誌』（本の泉社） 2011年7月
- 『こつなぎ物語』全3部（本の泉社）2013年 - 2014年
- 『渚でスローワルツを』（本の泉社） 2015年1月
- 『ガジュマルの樹の下で』（本の泉社） 2017年4月
- 『母と子のメルヘン ショパンの鍵』（早川和子イラスト、本の泉社） 2018年11月
- 『わが心、高原にあり』（本の泉社） 2021年7月